# ماندروفیفی
ماندروفیفی (به لاتین: Mandrofify) یک منطقهٔ مسکونی در ماداگاسکار است که در تولیارا دوم واقع شده‌است. ماندروفیفی ۸٬۰۰۰ نفر جمعیت دارد و ۴۰ متر بالاتر از سطح دریا واقع شده‌است.